# 日本学
日本学（にほんがく、英: Japanology、仏: japonologie、蘭: Japanologie、独: Japanologie、伊: Iamatologia、西：Japonología）は、日本文明および日本文化を幅広く研究する学術分野である。日本研究とほぼ同義。

## 概説
16世紀に日本にやってきたキリスト教の宣教師が見聞をまとめたことに始まり、江戸時代には歴代のオランダ商館長（カピタン）たちが研究を進めた。幕末期の1855年にはヨハン・ヨーゼフ・ホフマン教授によってオランダ・ライデン大学に最初の日本学科が設立された。このころの日本学は文献学のひとつとして位置づけられていた。
19世紀末には、日本の開国、世界一周旅行の始まり、欧米の植民地主義的関心、ジャポニズムの流行などにより異国趣味的な日本研究が増えたが、日清・日露戦争から第二次世界大戦にかけて日本の脅威が増すとともに軍事戦略としての日本研究が進み、アメリカでは1940年代に敵の情報分析とプロパガンダを行なう戦争情報局に日本班が設けられ多方面の学者による日本文化研究が集中的に行われた。
第二次世界大戦の敗戦により海外における日本学研究は停滞するが、1968年に日本のGNPが世界第2位になり経済大国になったことから再び日本研究に関心が向けられるようになった。

## 著名な日本学者
- シャルル・アグノエル（フランス）
- ポール・アンドラー (Paul Anderer)
- ウィリアム・ジョージ・アストン（イギリス）
- セルゲイ・エリセーエフ（ロシア）
- アレックス・カー（アメリカ）
- ジョン・ガビンズ（イギリス）
- ドナルド・キーン（アメリカ）
- ウィリアム・グリフィス（アメリカ）
- エンゲルベルト・ケンペル（ドイツ）
- アーネスト・サトウ（イギリス）
- サミュエル・ロビンス・ブラウン（アメリカ）
- ジョージ・サンソム（イギリス）
- ヒダシ・ユディット（ハンガリー）
- フィリップ・フランツ・フォン・シーボルト（ドイツ）
- タイモン・スクリーチ（イギリス）
- バジル・ホール・チェンバレン（イギリス）
- カール・ツンベルク（スウェーデン）
- ウォルター・ドーナート（ドイツ）
- カール・ラートゲン（ドイツ）
- パトリック・ラフガディオ・ハーン (ギリシャ)
- ヴィェンツェスラヴァ・ハドリチコヴァー（チェコ）
- モーリス・パンゲ（フランス）
- アウグスト・プフィッツマイアー（オーストリア）
- ルイス・フロイス（ポルトガル）
- カール・フローレンス（ドイツ）
- ルース・ベネディクト（アメリカ）
- ケネス・G・ヘンシャル（ニュージーランド）
- アルジャーノン・フリーマン=ミットフォード（イギリス）
- エドウィン・O・ライシャワー（アメリカ）
- レオン・ド・ロニー（フランス）

## 研究機関・組織

### ヨーロッパ
- ライデン大学人文学部日本学科[4]（1855年、世界で最初に日本学科を設立）
- ウィーン大学東アジア研究所日本研究科[5]
- ルーヴァン・カトリック大学文学部日本研究所[6]
- ベルリン自由大学日本学科[7]
- ロンドン大学東洋アフリカ研究学院
  - 東洋アフリカ研究学院#日本との関係
- ケンブリッジ大学アジア・中東学部日本学科[8]
- オックスフォード大学アジア・中東学部日本学科[9]
  - 日産日本学研究所[10]
- フランス極東学院　東京と京都に支部が設置されている（#日本）。
- サラマンカ大学言語学科東アジア言語科内、日本思想

- ロシア科学アカデミー東洋学研究所日本学研究センター[11]
- 英国日本研究協会（英語版）

### 北米
- ハーバード大学エドウィン・O・ライシャワー日本研究所[12]
- コロンビア大学ドナルド・キーン日本文化センター[13]
- カナダ日本研究学会
- The Society for Japanese Studies（アメリカ）

### アジア
便宜的に日本を除く
- 淑明女子大学校 日本学科
- 東国大学校 日本学科
- 韓国放送通信大学 日本学科
- 香港中文大学 日本研究学科[14]
- 国立政治大学 現代日本研究センター（北台湾）[15]
- 国立中山大学 日本研究センター（南台湾）[16]
- 東呉大学 日本語文学科[17]
- シンガポール国立大学　人文社会学部日本学科[18]

### 日本
- アメリカ・カナダ大学連合日本研究センター
- フランス国立極東学院東京支部[19]
- フランス国立極東学院京都支部[20]
- 国際日本文化研究センター
- 国際文化会館図書室
- 昭和女子大学 国際学部 国際日本学科
- フェリス女学院大学 グローバル教養学部 文化表現学科 日本・アジア専攻
- 駒沢女子大学 共創文化学部 国際日本学科
- 清泉女子大学 総合文化学部 総合文化学科 日本文化領域
- 京都華頂大学 日本文化学部 日本文化学科
- ドイツ日本研究所 - ドイツ政府により1988年に設立

## 学術雑誌
- The Society for Japanese Studies（アメリカ）『Journal of Japanese Studies（英語版）』
- 『Sino-Japanese Studies』[21]
- 『East Asian History』[22]
- 『Japan Forum』[23]
- 『Japanese Studies』[24]
- オックスフォード大学出版局『Social Science Japan Journal（英語版）』
- 国立歴史民俗博物館『国立歴史民俗博物館研究報告（英語版）』（日本語誌）
- 南山大学『Japanese Journal of Religious Studies（英語版）』
- 上智大学『Monumenta Nipponica（英語版）』

## 参考・関係文献
- 牧健二『近代における西洋人の日本歴史観』清水弘文堂書房、1969年
- 近代日本研究会編『年報・近代日本研究-10 近代日本研究の検討と課題』山川出版社、1988年
- シャロン・ミニチェロ、ジョージ・アキタ「最近のアメリカにおける日本近代史研究」
- 廖隆幹「中国における日本近代史研究の現状」
- 呉密察「台湾における日本近代史研究の成果」
- 姜昌一「韓国における日本近代史研究の動向と成果」
- イギリスにおける日本研究国際日本文化研究センター[リンク切れ]
- 村山まや子「イギリスにおける日本研究の現状 : ロンドン大学,シェフィールド大学,オックスフォード大学の日本研究機関を訪ねて(共同研究奨励金グループ活動報告書「表象としての<日本>-国際日本学の新展開-」)」『人文学研究所報』第40号、神奈川大学、2007年3月、112-114頁、ISSN 02877082、NAID 110006425422。
- 山東功『日本語の観察者たち : 宣教師からお雇い外国人まで』岩波書店〈そうだったんだ!日本語〉、2013年10月。ISBN 9784000286282。
- 小山騰 『ケンブリッジ大学図書館と近代日本研究の歩み 国学から日本学へ』勉誠出版、2017年